# Le Chant du pluvier
 (octobre 2019).
Le Chant du Pluvier est une bande dessinée publiée en 2009 (éditions Delcourt)  : dessins d'Erwann Surcouf, scénario de Joseph Béhé et d'Amandine Laprun.

## Synopsis
Bernat, un vieux paysan béarnais rugueux vient de perdre sa femme. À cette occasion, il tente maladroitement de renouer avec son fils Guilhem, devenu chercheur au Groenland, spécialiste de génétique des populations et de la culture de Thulé. Guilhem l'emmène avec lui au Groenland, découvrir le peuple inuit et une autre culture traditionnelle, pendant que sa sœur Marilis garde la ferme familiale.

## Style
Les passages se déroulant dans le Béarn sont colorés dans des tons jaunes tandis que ceux au Groenland sont principalement bleutés. Les séquences oniriques empruntant l'imaginaire inuit sont en noir et blanc pur. Le dessin semi-réaliste d'Erwann Surcouf paraissait plus adapté aux auteurs que celui, plus réaliste, de Béhé.
C'est la deuxième collaboration du trio après Erminio le Milanais, qui était lui en noir et blanc.